# Ochrolechia subisidiata
Ochrolechia subisidiata är en lavart som beskrevs av Brodo. Ochrolechia subisidiata ingår i släktet Ochrolechia och familjen Ochrolechiaceae.   Inga underarter finns listade i Catalogue of Life.